# Mark Richardson (Eishockeyspieler)
Mark Richardson (* 3. Oktober 1986 in Swindon, England) ist ein britischer Eishockeyspieler, der seit 2021 erneut bei den Cardiff Devils in der Elite Ice Hockey League unter Vertrag steht.

## Karriere
Mark Richardson begann seine Karriere als Eishockeyspieler bei den Swindon Leopards, einem Jugendteam aus seiner Geburtsstadt. Später spielte er dort auch für die Cougars. Bereits als 15-Jähriger wurde er von den Swindon Lynx in der English Premier Ice Hockey League und absolvierte in der Spielzeit 2002/03 auch ein Spiel für Basingstoke Bison in der damaligen British National League. Von 2003 bis 2005 spielte er für die Bracknell Bees in der British National League, die er mit dem Team 2005 gewinnen konnte. Im selben Jahr wurde er zum Young British Player of the Year gewählt. Anschließend wechselte er für zwei Jahre zu den Cardiff Devils in die Elite Ice Hockey League, mit denen er 2006 den Challenge Cup gewinnen konnte. Nach eineinhalb Jahren bei den Nottingham Panthers, mit denen er 2008 erneut den Challenge Cup gewann, und einem halben Jahr bei den Basingstoke Bison kehrte er 2009 nach Cardiff zurück, wo er abgesehen von wenigen Monaten im Herbst 2012, die er beim kasachischen HK Arlan Kökschetau verbrachte, spielt. 2012 wurde er zum besten Verteidiger der Elite Ice Hockey League gewählt. 2015 und 2017 gewann er mit den Devils erneut den Challenge Cup und 2017 auch die Hauptrunde der Elite Ice Hockey League und damit verbunden auch die britische Meisterschaft. Auch 2018 konnte er mit Cardiff erneut die britische Meisterschaft und diesmal auch die Playoffs der Elite Ice Hockey League gewinnen. 2019 gelang der erneute Playoff-Sieg.
Im September 2020 wechselte er zum EC Bad Nauheim in die DEL2, kehrte aber bereits im Sommer 2021 in die EIHL zurück, wo er nunmehr erneut für die Cardiff Devils auf dem Eis steht. Mit den Devils gewann er 2022 zum wiederholten Mal de EIHL-Playoffs. Bis 2023 absolvierte er für Cardiff, Nottingham und Basingstoke insgesamt über 850 Spiele in der EIHL.

### International
Für Großbritannien nahm Richardson im Juniorenbereich an den U18-Weltmeisterschaften der Division I der 2003 und der Division II 2004 sowie den U20-Weltmeisterschaften der Division II 2003, 2004 und 2006 und der Division I 2005 teil. 
Im Seniorenbereich stand er im britischen Kader bei den Weltmeisterschaften der Division I 2005, 2006, 2007, 2009, 2010, 2011, 2012, 2013, 2014, 2015, 2016, 2017, 2018, als den Briten erstmals seit dem Abstieg 1994 der Sprung auf die höchste Stufe der Weltmeisterschaften gelang, und 2023. In der Top-Division spielte er bei den Weltmeisterschaften 2019, 2021 und 2022. Zudem stand er für seine Farben bei den Qualifikationsturnieren für die Olympischen Winterspiele 2010 in Vancouver, 2014 in Sotschi, 2018 in Pyeongchang und 2022 in Peking auf dem Eis. Dabei konnte bei der Qualifikation für die Spiele in Sotschi die erste Qualifikationsrunde im November 2012 im japanischen Nikkō durch einen 2:1-Erfolg gegen die japanische Mannschaft gewonnen werden. In der zweiten Runde, die im Februar 2013 im lettischen Riga ausgetragen wurde, mussten die Briten um Richardson jedoch Lehrgeld zahlen und verloren alle drei Spiele.

## Erfolge und Auszeichnungen
- 2005 Gewinn der British National League mit den Bracknell Bees
- 2005 Young British Player of the Year
- 2006 Gewinn des Challenge Cups mit den Cardiff Devils
- 2008 Gewinn des Challenge Cups mit den Nottingham Panthers
- 2012 Bester Verteidiger der Elite Ice Hockey League
- 2015 Gewinn des Challenge Cups mit den Cardiff Devils
- 2017 Britischer Meister und Gewinn des Challenge Cups mit den Cardiff Devils
- 2018 Britischer Meister und Playoff-Champion der Elite Ice Hockey League mit den Cardiff Devils
- 2019 Playoff-Champion der Elite Ice Hockey League mit den Cardiff Devils
- 2022 Playoff-Champion der Elite Ice Hockey League mit den Cardiff Devils

### International
- 2004 Aufstieg in die Division I bei der U18-Weltmeisterschaft der Division II, Gruppe B
- 2004 Aufstieg in die Division I bei der U20-Weltmeisterschaft der Division II, Gruppe B
- 2006 Aufstieg in die Division I bei der U20-Weltmeisterschaft der Division II, Gruppe A
- 2017 Aufstieg in die Division I, Gruppe A bei der Weltmeisterschaft der Division I, Gruppe B
- 2018 Aufstieg in die Top-Division bei der Weltmeisterschaft der Division I, Gruppe A
- 2023 Aufstieg in die Top-Division bei der Weltmeisterschaft der Division I, Gruppe A

## Statistik
(Stand: Ende der Saison 2022/23)